# Liste des sous-marins nucléaires ayant coulé
Huit à neuf sous-marins nucléaires auraient coulé, soit à la suite d'un accident (collision) ou, selon des hypothèses, torpillage, soit comme conséquence d’une avarie importante : deux sous-marins appartenant à l’United States Navy, quatre sous-marins de la Marine soviétique, deux sous-marins de la Marine russe, et selon des informations non-confirmées, un sous-marin de la Marine chinoise. Seuls trois sont perdus corps et biens : deux sous-marins de l’United States Navy et un sous-marin de la Marine russe. Tous coulent pour l'une des raisons évoquées plus haut, à l’exception du K-27, qui est sabordé en mer de Kara après que les réparations ont été jugées impossibles et le démantèlement trop onéreux. Tous les sous-marins soviétiques puis russes concernés appartenaient à la Flotte du Nord. Bien que le sous-marin soviétique K-129 ait emporté des missiles balistiques nucléaires lorsqu’il coule, celui-ci avait une propulsion diesel-électrique et il ne figure donc pas dans la liste ci-dessous.
Sur les 8 naufrages, 2 sont dus à des incendies, 2 sont dus à l'explosion des systèmes d'arme, 1 est dû à l'infiltration d'eau, 1 est dû à de mauvaises conditions météorologiques et 1 sous-marin est coulé intentionnellement en raison d'un réacteur nucléaire endommagé. Dans le dernier cas, celui de l'USS Scorpion, les causes du naufrage ne sont pas connues avec précision. L'ensemble de ces sous-marins ont coulé dans l'hémisphère nord, soit dans l'océan Atlantique nord soit en mer de Barents ou dans l'océan Arctique.

## États-Unis
- USS Thresher, le premier sous-marin de sa classe, coule le 10 avril 1963 pendant un essai de plongée en eaux profondes en raison d'une infiltration d'eau, d'une perte de propulsion et à la suite de l'échec du remplissage des ballasts de sécurité. Le sous-marin dépasse sa profondeur maximale et implose sous la pression, les 129 membres d'équipage sont tués. Localisation : 350 km à l'est de cap Cod.
- USS Scorpion, un sous-marin nucléaire de classe Skipjack, coule le 22 mai 1968. Les commissions d'enquête estiment qu'il est impossible de déterminer de manière « concluante » les causes de sa perte. Le dysfonctionnement d'une des torpilles du Scorpion ou un dysfonctionnement du système d'élimination des déchets à bord sont considérés comme cause possible du naufrage. Un auteur estime qu’il aurait été torpillé par un hélicoptère soviétique[1],[2]. Les 99 hommes à bord meurent. Localisation : 740 km au sud-ouest des Açores.

## Union soviétique
- K-27: le seul sous-marin de classe November / Projet 645 (selon la classification soviétique), il est endommagé de manière irréversible par un accident nucléaire (déficience des barres de contrôle) le 24 mai 1968. Neuf marins sont tués dans l’accident. Après avoir stoppé le réacteur et scellé le compartiment, la Marine soviétique saborde le sous-marin en eaux peu profondes (108 pieds (33 m)) en mer de Kara le 6 septembre 1982[3], contrairement aux recommandations de l’Agence internationale à l'énergie atomique (AIEA)[4] ;
- K-8 : un sous-marin nucléaire de classe November / Projet 627 perdu en mer le 11 avril 1970 alors qu’un feu s’était déclaré à bord, le sous-marin fait surface mais est confronté à une forte houle. Le bâtiment est dans un premier temps évacué, mais 52 membres d’équipages rembarquent pour mener à bien l’opération de remorquage. Tous ceux qui avaient rembarqué (52 hommes) disparaissent avec le sous-marin, alors que les 73 marins qui avaient embarqué à bord du navire de sauvetage survivent[3]. Localisation : Golfe de Gascogne, à 490 km au nord-ouest de l'Espagne.
- K-219 : un sous-marin de classe Yankee I / Projet 667A (selon la classification soviétique), il est endommagé par une explosion de missile le 3 octobre 1986. Il coule pendant l’opération de remorquage, l’ensemble des membres d’équipage est sauvé à l’exception des 6 hommes restés à bord pendant l’opération. Localisation : à 950 km à l'est des Bermudes dans l'Atlantique nord.
- K-278 Komsomolets : le seul sous-marin de classe Mike coule à la suite d'un incendie à bord le 7 avril 1989. Tous les membres d'équipage évacuent à l'exception de 5 marins restés à bord. 42 mourront, à la suite de l'inhalation de fumées toxiques ou hypothermie dans les eaux glacées de la mer de Barents. Au total, 27 membres d'équipage survivront au naufrage.
- K-429 coule à deux reprises, il est renfloué à chaque fois.

## Russie
- K-141 Koursk : le sous-marin de classe Oscar II coule dans la mer de Barents le 12 août 2000 après une explosion dans le compartiment des torpilles. Les 118 officiers et membres d’équipage meurent dans la catastrophe. L'épave, à l'exception des compartiments avant, a été renflouée.
- K-159 : la coque du sous-marin soviétique de classe November désarmé coule en mer de Barents, le 28 août 2003, lorsqu'une tempête emporte les pontons nécessaires pour son maintien à flot. Neuf hommes meurent dans l'accident.

## Chine
La marine de l'armée populaire de libération a mis à flot son premier SNLE du type 092, le 406 Changzheng le 30 mars 1981, il est entré en service en 1987. Un second exemplaire portant le même numéro de coque lancé en 1982 aurait été perdu en mer en 1985.

### Sources et bibliographie
- (en) American Society of Safety Engineers. Journal of Professional Safety. "Submarine Accidents : A 60-Year Statistical Assessment." C. Tingle, septembre 2009, p. 31–39. [lire en ligne] ; or Reproduction less graphics/tables: http://www.allbusiness.com/government/government-bodies-offices-government/12939133-1.html